# Chrysobothris costata
Chrysobothris costata es una especie de escarabajo del género Chrysobothris, familia Buprestidae. Fue descrita científicamente por Kerremans en 1895.